# 13208 Fraschetti
13208 Fraschetti eller 1997 GA38 är en asteroid i huvudbältet som upptäcktes den 5 april 1997 av NEAT vid Haleakalā-observatoriet. Den är uppkallad efter George Fraschetti.